# Cao Dai

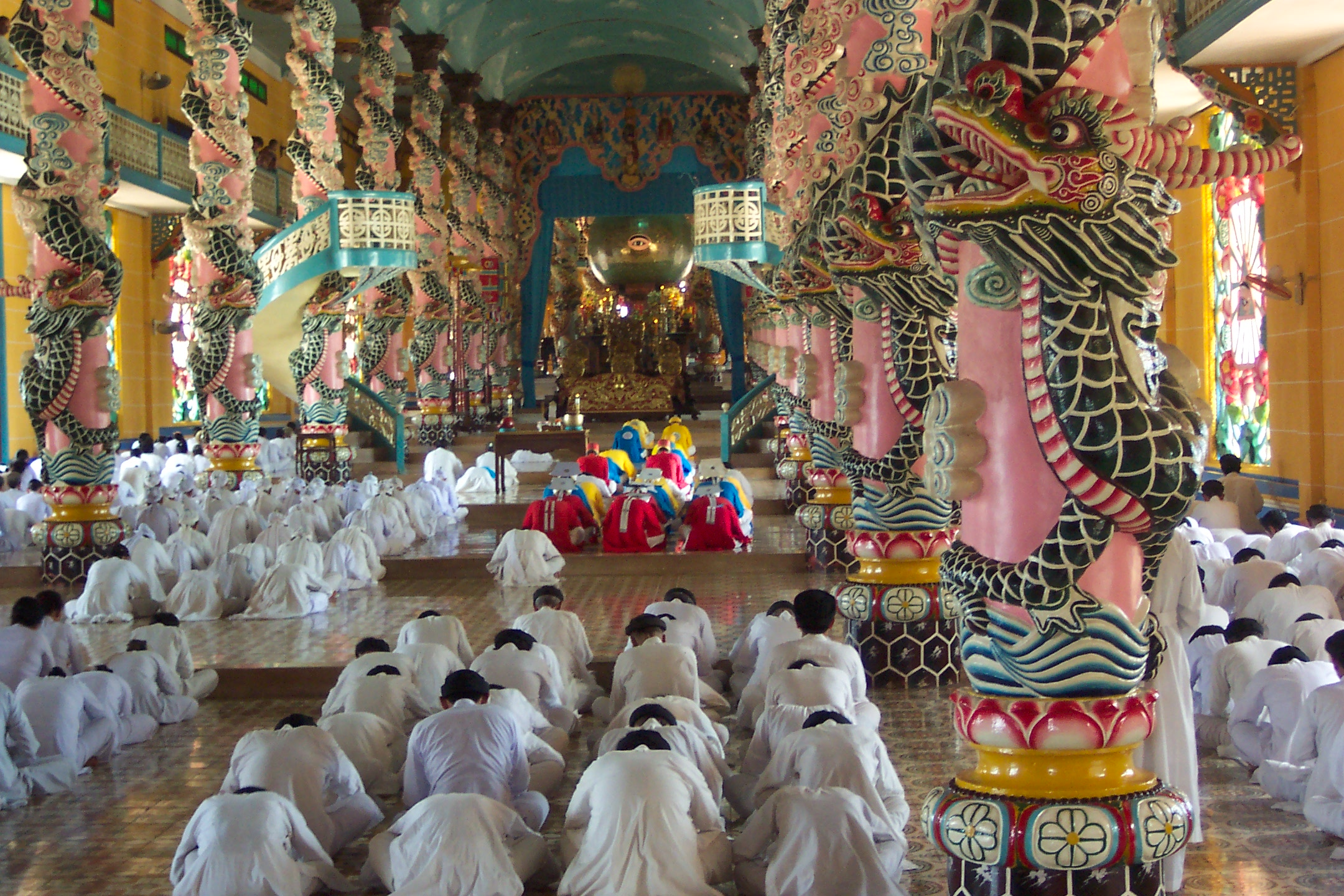
Interior dintr-un templu Cao Dai

Cao Dai (în vietnameză Cao Đài) este o religie sincretică practicată îndeosebi în Vietnam. A fost fondată de un funcționar vietnamez sub administrația franceză pe nume Ngo van Chien în anul 1926 după un an după o revelație divină. Religia înglobează elemente din principalele religii monoteiste (creștinism și islamism) și elemente budiste, taoiste, hinduse și confucianiste. 
Simbolul acestei religii este ochiul lui Dumnezeu încadrat de un triunghi. În cadrul ceremoniilor religioase se fac cântări interpretate de un cor de muzică tradițională vietnameză. Credincioșii acestei religii afirmă că au trăit revelații de la duhurile unor defuncți precum: Iisus, Mahomed, Lenin sau Shakespeare. 
Structura bisericii este ierarhică, adepții săi se îmbracă în tunici de diferite culori în conformitate cu rangul pe care îl dețin. Până în anul 1932 exista un preot echivalent papei din catolicism dar din acel an postul este vacant. Urmează acestui rang: ho-phap (cardinalii), don-sus (arhiepiscopii), phoi-sus (episcopii) și giao-sus (preoți parohi). Toate aceste ranguri, în afară de cel pontific, pot fi ocupate de femei. Se estimează numărul credincioșilor între 7 și 8 milioane în Vietnam și vreo 30.000 în afara granițelor țării, în special în Statele Unite și Australia. 